# Vitiligo
Vitiligo (även leukodermi) är en autoimmun sjukdom som visar sig som bortfall av pigmentering i huden och håret. Den inträffar allmänt hos mellan 1 % och 2 % av en population. Sjukdomen är mer synbar på mörkhyade människor på grund av deras mörkare pigment. Dessutom är det större risk för en mörkhyad människa att drabbas av vitiligo.
Baserat på antagandet att vitiligo drabbar 1–2 procent av befolkningen beräknas cirka 100 000 till 200 000 svenskar antingen ha eller har haft sjukdomen, alternativt drabbas av den i framtiden. Sjukdomen är ofarlig men kan sänka den drabbades självkänsla och de vita fläckarna på huden kan upplevas som besvärliga. Ibland kan de även svida.

## Sjukdomsmekanism
Vitiligo är en mycket komplex polygenetisk och multifaktoriell sjukdom som aktiveras (debuterar) på grund av ett samspel av olika genuttryck (proteiner) och utlösande faktorer i vår omgivning. En studie vid Uppsala Universitet har visat komplexiteten bakom denna sjukdom samt pekat ut några gener som är kopplade till debuten och progressionen av vitiligo.
Det finns flera subtyper av vitiligo men den vanligaste typen är bilateralt uttryckt och benämns generaliserad vitiligo eller vitiligo vulgaris. I denna typ av vitiligo finns inslag av autoimmun destruktion av pigmentcellerna (melanocyterna) som dukar under och resulterar i vita fläckar. Det finns inte så många experter på området, men i Sverige har en grupp vid International Vitiligo Center i Stockholm (tidigare aktiva vid Uppsala Universitetssjukhus) bedrivit vitiligoforskning och behandling av vitiligo sedan många år tillbaka, med mycket lovande resultat, speciellt inom området transplantation av pigmentceller. Detta har lett till ett stort antal vetenskapliga publikationer som alla är internationellt expertgranskade och kan hittas via den medicinska databasen Pubmed. Det har forskats om den huden där pigmentet bortfaller, den vita huden gör att risken för hudcancer stiger, men inget är bevisat än. 

## Behandling
Sjukdomen är komplex till sin natur och det gör också att det inte finns en enda undergörande behandling som passar alla typer av vitiligo. Många personer som är drabbade av vitiligo blir aldrig friska från det. Om de drabbade områdena är stabila (ej tillväxer) kan de oftast behandlas med hjälp av transplantation av hud eller pigmentceller. Andra behandlingar är kordisonsalva eller ljusbehandling, då man får sola i ett specialsolarium.
De behandlingar av vitiligo som idag finns att tillgå har visat sig vara framgångsrika, särskilt då medicinska och kirurgiska behandlingsmetoder används tillsammans. Forskare tar fram nya behandlingsmetoder för vitiligo, vilket gör att framtiden ser ljus ut för de patienter som drabbas av tillståndet. Ytterligare forskning krävs dock för att få ytterligare insikter om hur man på bästa sätt kan behandla patienter med vitiligo.

## Relaterade sjukdomar
Vitiligo är associerad med några andra autoimmuna sjukdomar. Där ingår alopecia areata, fläckvist håravfall samt hypotyreos (underproduktion av tyroxin i sköldkörteln).
Sjukdomsprocessen är väsensskild från den genetiska åkomman albinism, där patienten saknar förmåga att bilda pigment.

## Kända patienter
- Jon Hamm (skådespelare).[6]
- Michael Jackson (artist) diagnosticerades med sjukdomen vitiligo år 1986.[7][8][9]
- Winnie Harlow (modell)
- Hedvig Lindahl (landslagsspelare i fotboll)[10]

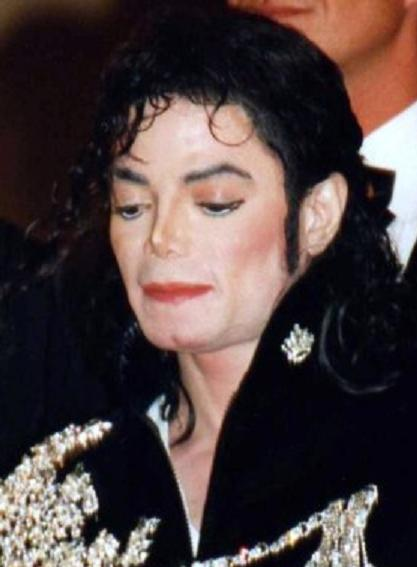
Michael Jackson, 1997.
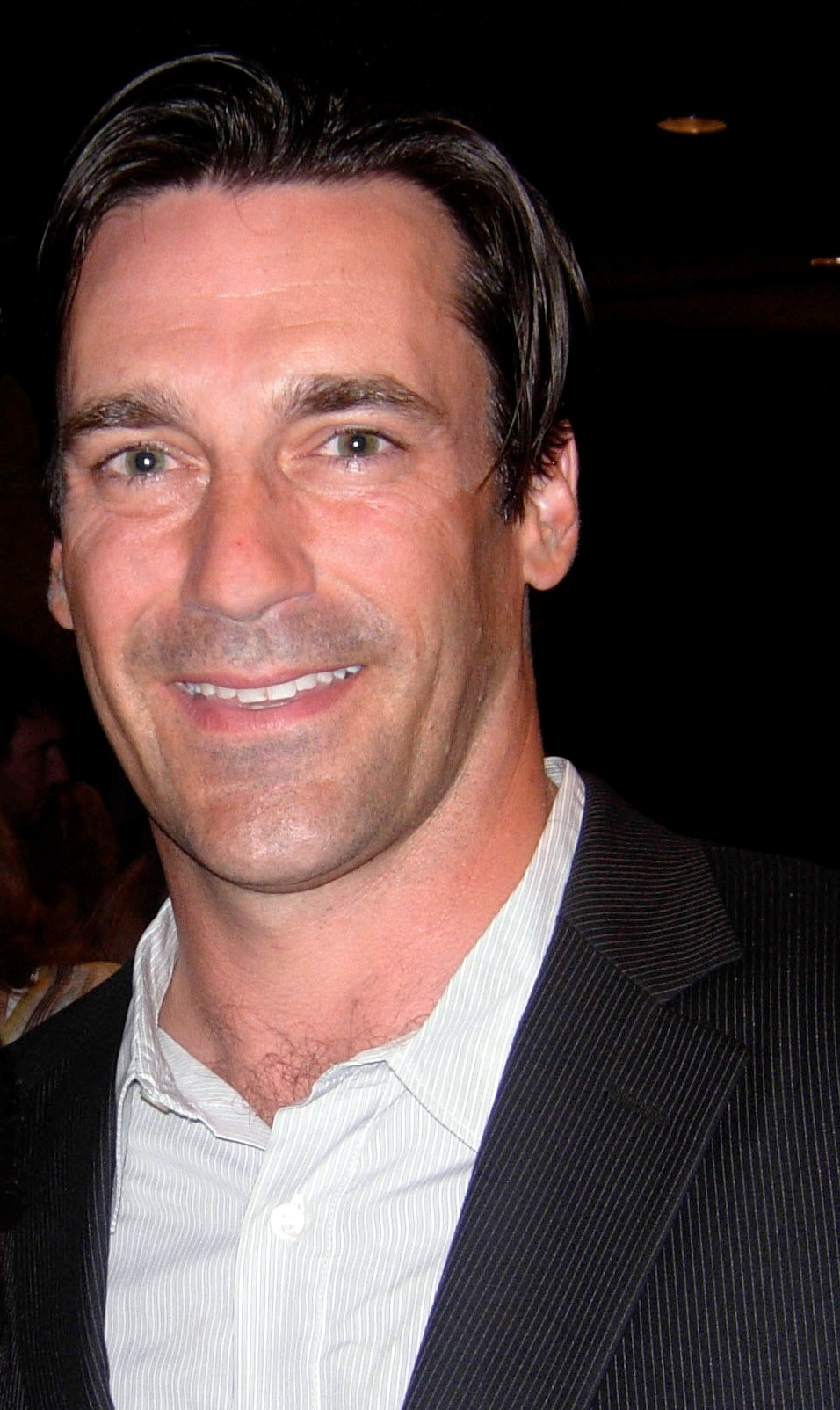
Jon Hamm, 2008.
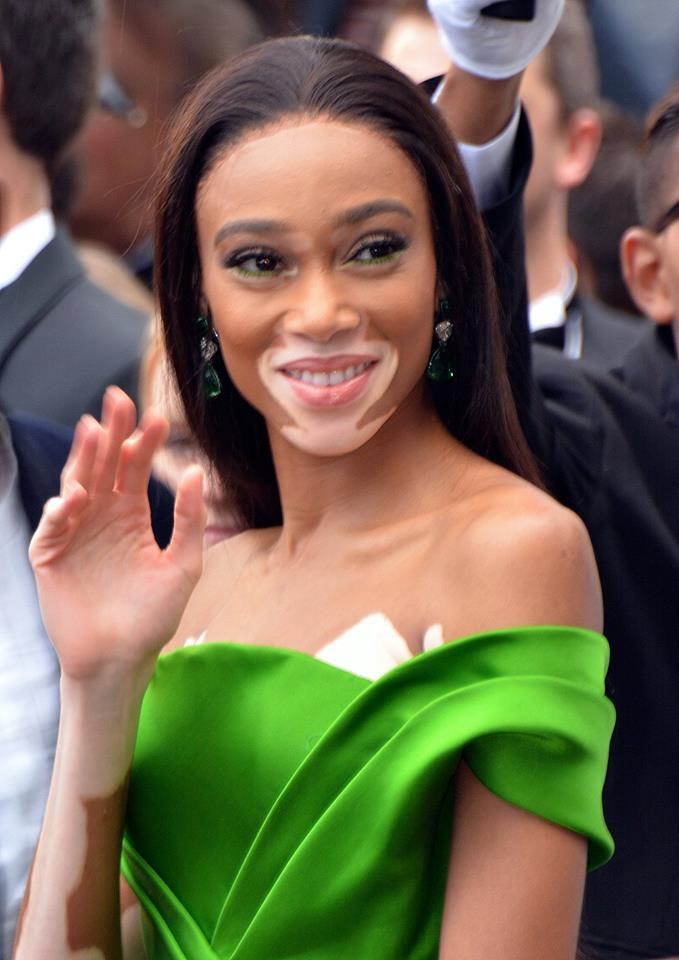
Winnie Harlow, 2018
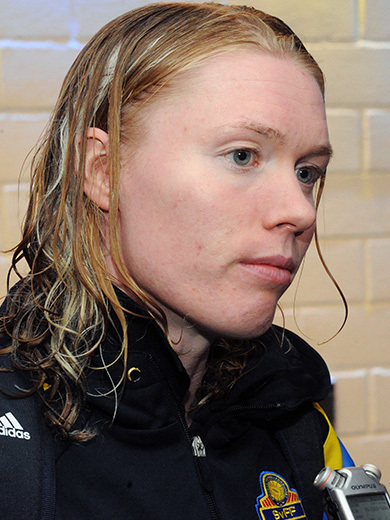
Hedvig Lindahl, 2015